# Acropyga trinitatis
Acropyga trinitatis är en myrart som beskrevs av Weber 1944. Acropyga trinitatis ingår i släktet Acropyga och familjen myror. Inga underarter finns listade i Catalogue of Life.